# Istoria Brașovului

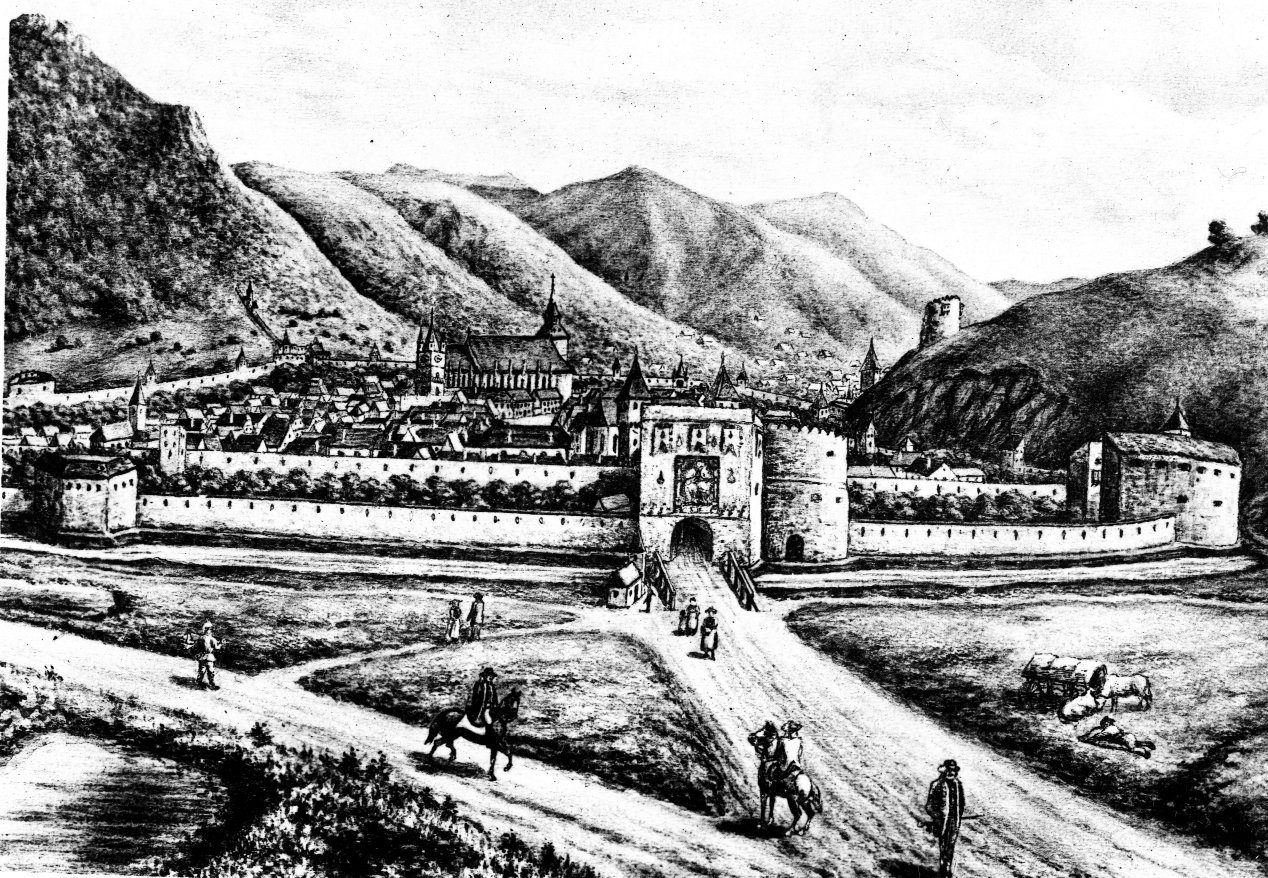
Brașov - stampă din 1689, dinainte de incendiu

## Începuturi
Mărturiile dezgropate indică prezența unor mari culturi neolitice (celebra cultură Noua, Tei, Schnekenberg) pe teritoriul de azi al Brașovului apoi au urmat descoperiri din epoca bronzului.
Mai târziu, descoperirile arheologice au atestat existența unor temple dacice în zona Pietrele lui Solomon, a unor depozite de alimente în Piața Sfatului, a unor așezări și cetăți pe Dealul Melcilor și în cartierul Valea Cetății. Majoritatea acestora au fost deteriorate sau distruse de către autoritățile comuniste, în cadrul programului de sistematizare.
Până spre secolul XIII al erei noastre, nici un document nu pomenește de Brașov. Totuși, se remarcă o continuă locuire, mai ales în zona Șchei sau Bartolomeu.
Brașovul medieval era format din Cetatea Brașovului și cele trei suburbii din afara zidurilor „Cetății”: Șchei, locuit de români, Brașovechi, locuit în majoritate de țărani sași și Blumăna, locuit în majoritate de maghiari.

## Evul Mediu

### Evul Mediu Clasic
1203: Tradiția și cronicile calendarelor brașovene îl consideră ca an „în care s-a început zidirea Brașovului”. Totuși documentele și izvoarele sigure nu confirmă această dată.
1211: Printr-o diplomă a regelui maghiar Andrei al II-lea al Ungariei, Cavalerii Teutoni sunt așezați în Țara Bârsei. Se pare că au întărit cetatea Brașovia de pe Tâmpa.
1228: Se întemeiază la Brașov o mănăstire de surori ale ordinului călugăresc al premonstratensilor, aflată lângă Biserica Neagră de mai târziu, având ca patroană pe Sf. Catharina.
1234 - Corona: Cercetătorul Norbert Backmund a editat așa-numitul „Catalogus Ninivensis”, care conține o listă a tuturor mănăstirilor premostratense din Ungaria și Transilvania. 1234 corespunde cu anul în care abatele Fredericus cunoaște „Claustra Sororum «in Hungaria assignata est paternitas» Dyocesis Cumanie Corona”. 

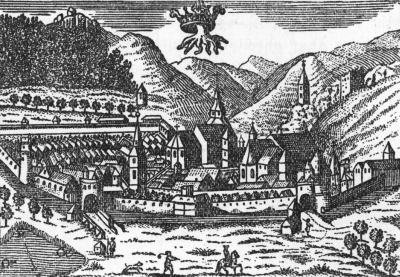
Brașovul, așa cum apare într-o gravură din 1750

1241: Invazie tătară, prilej cu care este cucerită cetatea Șprenghi, ale cărei începuturi nu se cunosc (cel mai probabil pe locul unui vechi castru roman). După retragerea tătarilor se construiește la poartă un turn hexagonal pentru apărare. Cetatea a fost distrusă două secole mai târziu, de către invadatorii turci.
1252 - Barassu: În acest an, regele Bela al IV-lea donează „tera Zek”, comitelui Vincențiu, fiul lui Akadas, proprietate așezată între pământurile românilor de Cârța, cele ale sașilor „de Barasu” și cele ale secuilor de Sebus. Fr. Killyen, referindu-se la acest document, arată că numele „Barasu” indică de fapt denumirea unui ținut întreg. După afimația sa, toate cele trei toponime la care face referință documentul se referă la teritorii care înconjoară pământul donat și nu la vreun oraș. În acest caz „Brașov” se referă la o zonă, iar „Corona” ar denumi localitatea.
1271 - Brasu: Acest toponim este atestat într-un document latin, aflat în Arhivele Statului din Budapesta și o fotocopie la Institutul de Istorie Cluj, act prin care Ștefan, regele Ungariei, aproba contractul dintre „Chyel comes, filius Erwin de Calnuk” și „Teel, filius Ebl de Brasu cognatus eiusdem”. Într-un alt document emis de regele Ungariei, Venceslau al III-lea, la 10 decembrie 1301, se confirmă că Detricus, fiul lui Theel sau Tyl de Prejmer, este în posesiunea localităților Mikofalva și Nyen (Teliu). Pe baza acestui document, precum și a altora, privind familia comiților din Prejmer, nu este sigur dacă denumirea de „Barasu” se referă la localitatea Brașov sau la Țara Bârsei.
1288 - Braso: Este consemnat într-un document latin, aflat în Biblioteca Batthyaneum din Alba Iulia, iar în copie la Institutul de Istorie din Cluj. Se dovedește a fi primul act păstrat care a fost emis în Brașov, purtând mențiunea expresă: „Datum in Braso”, fiind emis de regele Ladislau al IV-lea.
Urmează menționarea tot mai deasă a municipiului: Brașov (1294), Brassov (1295), Brasso (1309), Brassou (1331), Korona (1336) etc.

### Evul Mediu Târziu
1323: Se întemeiază mănăstirea dominicană în Braso.
1364: Brașovul primește privilegiul pentru târg anual, urmat de privilegiul de „etapă și depozit” din 1369.
1377: Se începe construcția bisericii Sf. Maria (sau Neagră, cum va fi numită după incendiu) pe locul unei mai vechi basilici.
1395: Mircea cel Bătrân și Sigismund de Luxemburg semnează un tratat de alianță împotriva puterii otomane. Doi ani mai târziu, regele Ungariei eliberează un act care dă dreptul Brașovului de a-și construi fortificații de piatră, urmărind îndeaproape ridicarea acestora.
1399: O bulă a papei Bonifaciu al IX-lea (1389 - 1404) vorbește despre biserica Sf. Nicolae din Șchei și lasă să se întrevadă existența unui locaș de învățătură în jurul ei.
1421 și 1438: Invazie a turcilor. În urma acestor acțiuni militare, prin tratat, dobândesc cetatea de pe Tâmpa.
1424: Blănarii brașoveni își alcătuiesc primul statut dintre bresle. În 1798 la Brașov ființau 43 de bresle, deservite de 1.227 meșteri. Îi putem aminti aici pe fierari, blănari, postăvari, funari, curelari, cizmari, cuțitari, cojocari (tăbăcari), măcelari, aurari, cositorari, arămari, franzelari, olari, lăcătuși, țesători, armurieri, arcari, pălărieri, lânari, argintari.
1448 - 1453: Iancu de Hunedoara răscumpără și dă ordin de distruge a cetății Brașovia de pe șaua Tâmpei, piatra și materialele de construcție ale acesteia fiind folosite la întărirea cetății medievale a Brașovului din vale, cu opt bastioane dispuse din 110 în 100 metri, 4 (sau 5, în lumina descoperirilor recente) porți fortificate și 32 turnuri de apărare (numite și „de pulbere”). Cetatea avea două sau chiar trei rânduri de ziduri și era înconjurată de un șanț de apărare plin cu apă.

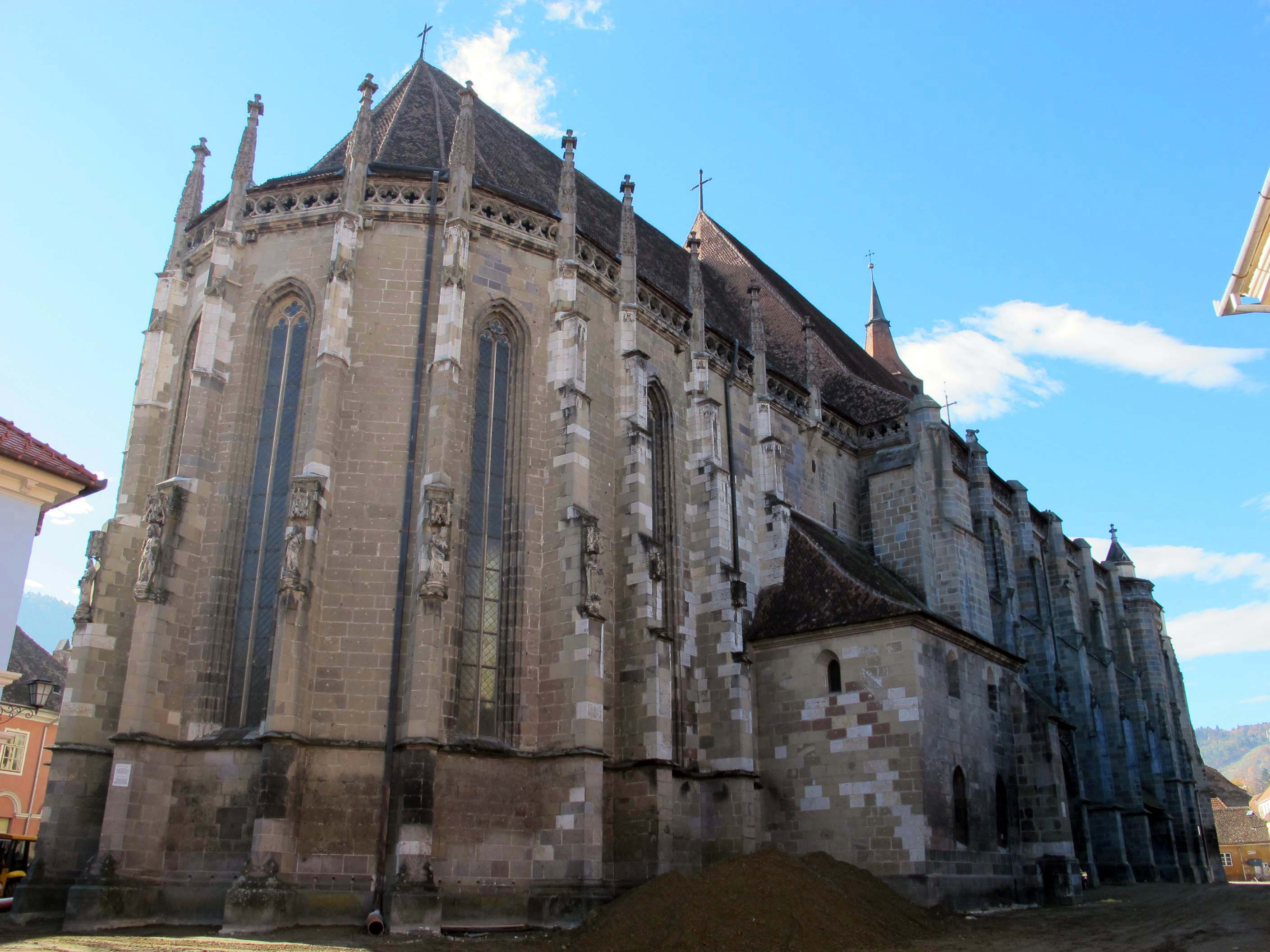
Biserica Neagră, finalizată în 1477, înainte de cea mai nouă renovare a sa.

Pe fondul războaielor sale, domnul Țării Moldovei Ștefan al III-lea cel Mare va încerca să mențină relații cât mai apropiate cu principalii negustori ce treceau prin Moldova, cu scopul de a putea păstra fluxul de venituri obținute de pe urma comerțului. Dintre aceștia, cei mai relevanți erau negustorii din Liov și, bineînțeles, Brașov. Brașovenii vor obține un important privilegiu din partea lui Ștefan cel Mare la 1459, care va fi urmat de unul și mai mare la 3 ianuarie 1472.
În 1477 a fost terminată Biserica Neagră. Se prea poate ca anul finalizării sale să fi coincis cu obținerea privilegiilor din Moldova, acestea reprezentând o sursă de venit pentru construcție. Totuși, din cauza lipsei fondurilor, cel de-al doilea turn al bisericii nu va mai fi construit niciodată.
1486: Brașovul și toată Țara Bârsei intră în Universitatea Săsească, prin confirmarea privilegiului Andreanum pentru toți sașii din Sibiu, Mediaș, Brașov și Țara Bârsei. 
1521: Judele Brașovului, Johann (Hans) Benkner, primește de la Neacșu din Câmpulung, într-o epistolă scrisă în limba română, vești despre mișcările trupelor turcești de dincolo de Dunăre.
1524: Se construiește în lemn Cetățuia, o puternică fortăreață de pe Dealul Cetății. Curând, va fi cucerită și distrusă din ordinul lui Petru Rareș, acesta punând bazele actualei clădiri din piatră. Incendiată în 1618, avea să fie refăcută în 1625, adăugându-i-se o fântână de 81 m adâncime (1627) și patru bastioane la colțuri (1630). A servit ulterior drept garnizoană pentru armatele habsburgice și închisoare în perioada anilor 1940 - 1950.
1533: Umanistul Johannes Honterus înființează prima tipografie din Brașov, urmată de primul gimnaziu din localitate, la 1544.
1546: La Brașov se înființează prima moară de hârtie din sud-estul Europei.
1559: Diaconul Coresi tipărește la Brașov prima sa carte în limba română: „Întrebare creștinească”.
1599: La 4 octombrie, Mihai Viteazul intră în Brașov unde își unește oastea cu trupele secuilor răsculați. În ziua următoare, voievodul primește cheia orașului. După cucerirea Transilvaniei, va ține prima dietă în Casa Sfatului.
1628: Protopopul Vasile din Șcheii Brașovului scrie prima cronică locală cu subiect românesc.

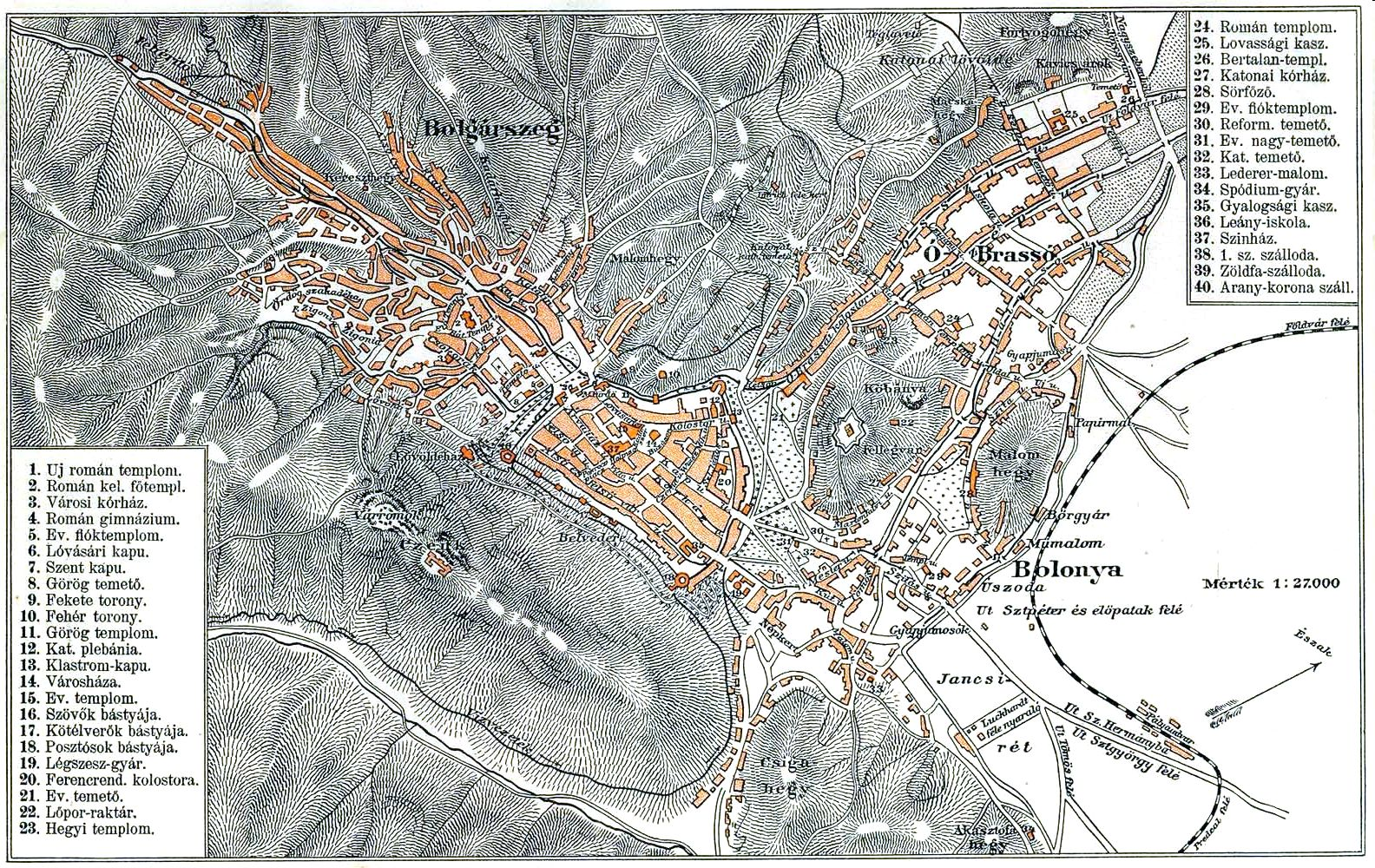
Harta Brașovului din anul 1897

1688: Brașovenii se răscoală împotriva noilor autorități habsburgice. Mișcarea este înăbușită, iar capii ei executați.
1689 21 aprilie: Un mare incendiu pustiește cetatea. Puține clădiri rămân neatinse. Drept urmare acestei calamități, autoritățile brașovene decid interzicerea construcției caselor din lemn. Refacerea orașului a durat mai bine de un secol, timp în care și-a schimbat aspectul arhitectonic al fațadelor.
1731: Dascălul șcheian Petcu Șoanu tipărește primul calendar-almanah românesc.
1757: Dimitrie Eustatievici scrie prima gramatică românească. Este perioada de vârf a activității dascălilor șcheieni.

## Epoca modernă
1804: Se introduce iluminatul public în interiorul cetății prin instalarea felinarelor cu ulei.

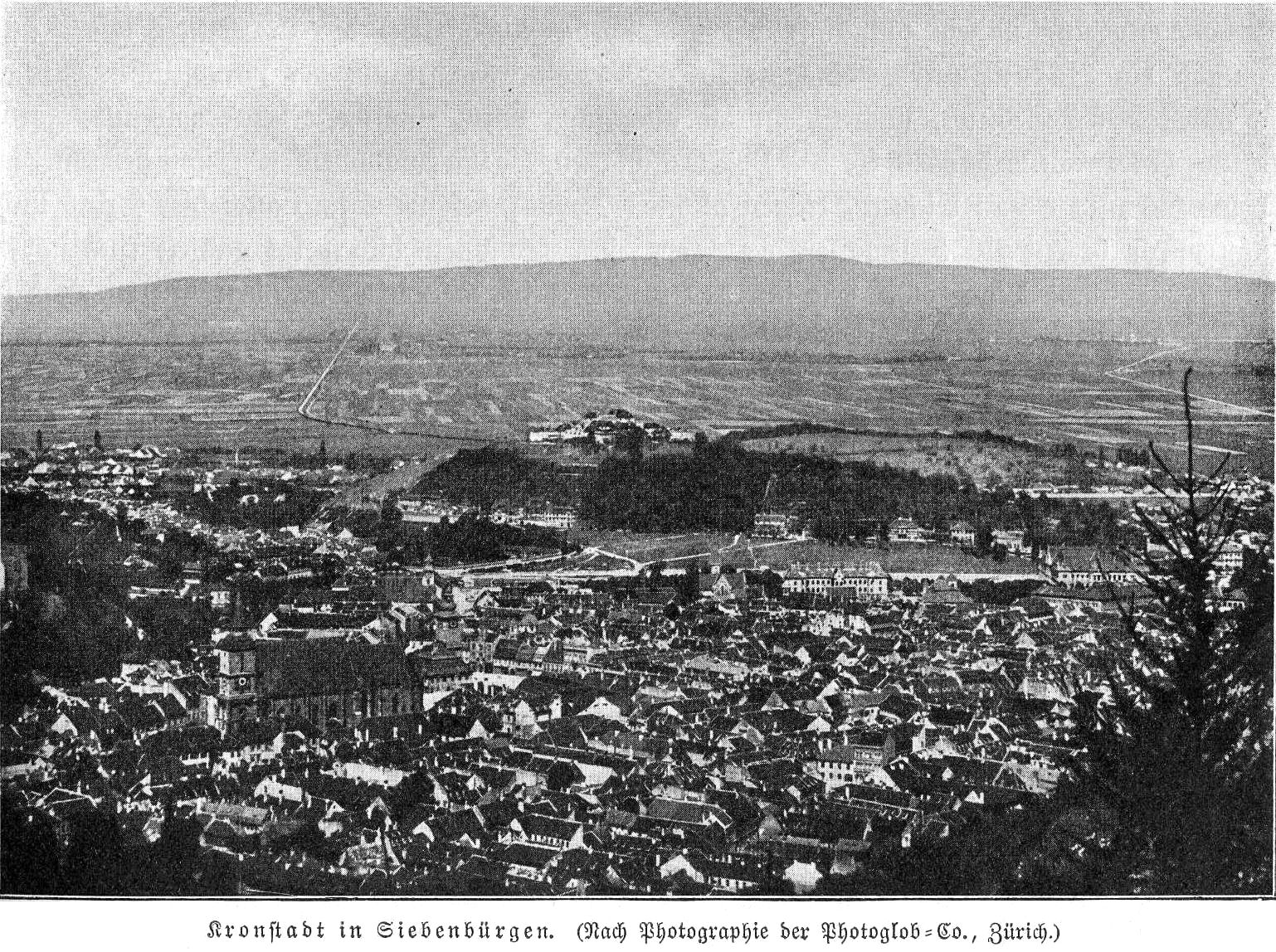
Imagine panoramică din 1906

1835: Se înființează „Casa generală de economii” din Brașov, prima instituție de credit din Transilvania. Între 1837 și 1867, primul director al acesteia va fi Peter Lange von Burgenkron.
1838: Apare, sub oblăduirea împăratului de la Viena, ziarul „Gazeta de Transilvania”, în redacția lui George Barițiu. Este primul ziar românesc din Marele Principat 
al Transilvaniei. Tot aici, tipărește și „Foaie pentru minte, inimă și literatură”.
1848: Revoluția pașoptistă cuprinde și Brașovul. Aici a fost redactat documentul programatic „Prințipurile noastre pentru reformarea patriei”, de către fruntași de seamă ai culturii și politicii moldovene (Alexandru Ioan Cuza, Vasile Alecsandri, Alecu Russo, Costache Negri, Gheorghe Sion, Ion Ionescu de la Brad). Se cerea unirea tuturor românilor într-un singur stat. Românii din Șchei manifestă pe 11 aprilie pentru câștigarea de drepturi politice.
1850: Este întemeiat Gimnaziul român sub oblăduirea mitropolitului de Sibiu Andrei Șaguna, căruia îi poartă numele astăzi.
1854: Între Brașov și Sibiu s-a instalat o linie telegrafică.
1873: Pe 30 martie în Brașov pătrunde primul tren. Ulterior, în 1879, avea să fie dată în folosință și linia Brașov - București.

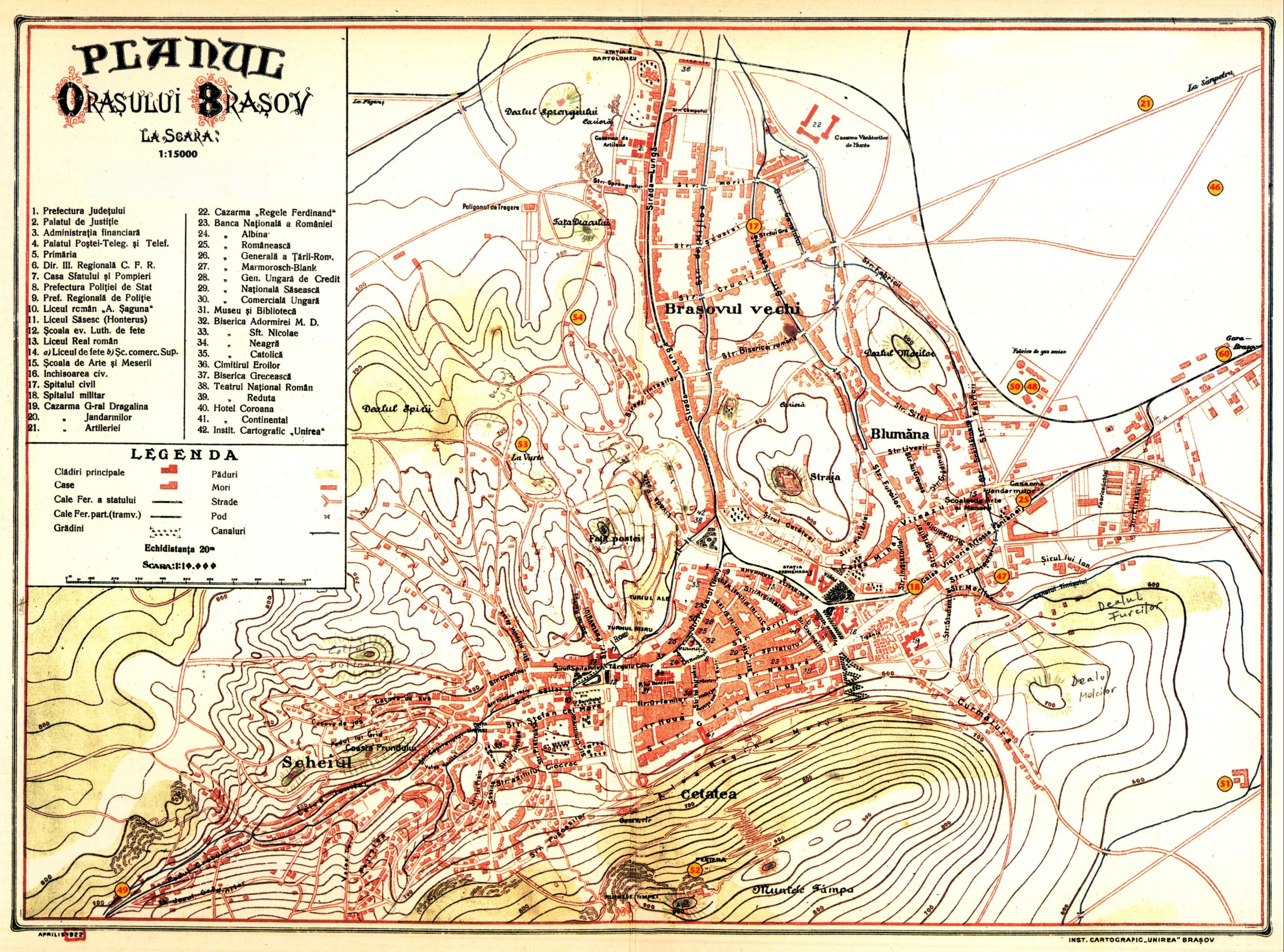
Harta Brașovului în 1922

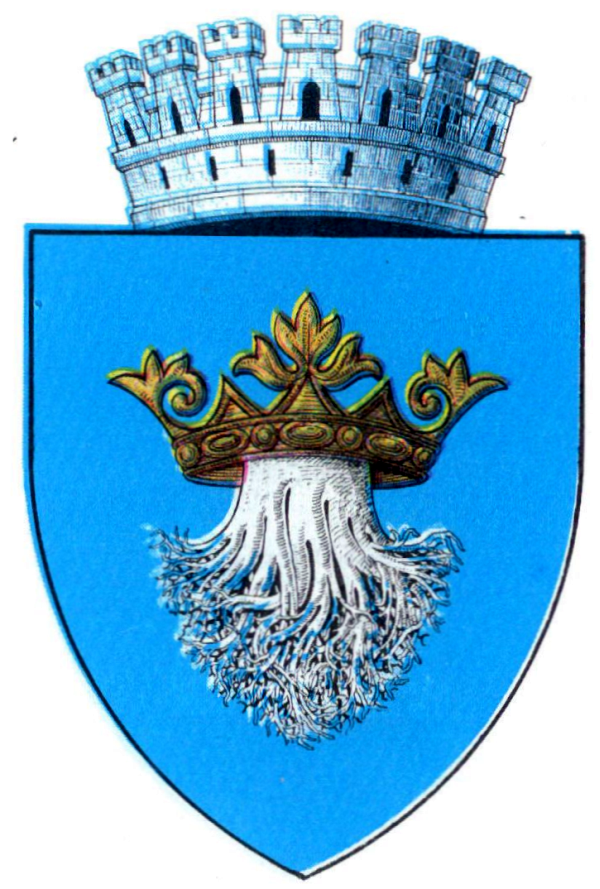
Stema orașului în perioada interbelică

1889: Brașovul dispunea de o centrală telefonică la care erau conectați 22 de abonați particulari. Exista o legătură telefonică cu Zărneștiul.
1891: Se introduce primul tramvai cu aburi la Brașov pe itinerariul Piața Sfatului - Gara Bartolomeu. Ulterior, locomotiva va fi înlocuită cu una pe bază de motorină.
1911: La 1 octombrie, Aurel Vlaicu efectuează un zbor cu noul său aparat, decolând din curtea Gimnaziului „Andrei Șaguna”.
1916: 16 august Armata Română intră în Brașov. Dr. Gheorghe Baiulescu devine primul primar român al Brașovului. Pe 8 octombrie, garnizoana românească din oraș este masacrată de către inamic în așa-numita Tranșee a morții din Bartolomeu.

## Perioada interbelică
1930: Este înființată Uzina electrică, cu finanțarea principalelor fabrici brașovene, nevoite până atunci să utilizeze generatoare proprii.
1940: În urma Dictatului de la Viena, Brașovul rămâne României. Pe 10 noiembrie cutremurul puternic este resimțit și la Brașov (7,4° pe scara Richter)
1943: Până în 1944 Brașovul suferă distrugeri însemnate din cauza bombardamentelor aviației americane.
1945: În ianuarie, sașii din Brașov sunt deportați în U.R.S.S.

## Perioada comunistă
Între 8 septembrie 1950 și 24 decembrie 1960 s-a numit Orașul Stalin, după Iosif Vissarionovici Stalin, și a fost capitala regiunii cu același nume. A fost declarat municipiu la 17 februarie 1968.
1960: Se inaugurează clădirea Teatrului Dramatic
1968: Are loc prima ediție a Festivalului Internațional „Cerbul de Aur”.
1971: Se înființează „Universitatea din Brașov”, prin unificarea Institutului Politehnic cu Institutul Pedagogic.
1977: Pe 4 martie se resimte un cutremur puternic (7,2° pe scara Richter). Ulterior au loc consolidări la Casa Sfatului, Poarta Șchei, Liceul Sportiv și la alte clădiri afectate.
1986: 31 august: Cutremur de pământ (7° pe scara Richter)
1987: 15 Noiembrie Muncitorii brașoveni se revoltă împotriva regimului comunist. Totul a pornit de la Intreprinderea de Autocamioane, unde lucrătorii erau nemulțumiți de neplata salariilor cuvenite și înăsprirea condițiilor de trai. Li s-au raliat muncitori de la alte intreprinderi precum și o mare parte a populației orașului. Revolta a fost înăbușită de forțele comuniste iar liderii ei întemnițați și supuși la torturi și deportări.
1989: 22 - 25 decembrie Revoluția. La Brașov au loc violențe soldate cu numeroase victime. Pana la final, Brasovul a primit din nou libertatea dorita.

## După revoluția anti-comunistă
1990: 30 mai: Cutremur de pământ (6,9° pe scara Richter)
2004: 27 octombrie: Cutremur de pământ resimțit moderat (6° pe scara Richter)

### Calamități abătute asupra Brașovului
De-a lungul vremii, Brașovul a suferit numeroase calamități, naturale sau antropice, ceea ce nu a împiedicat totuși dezvoltarea sa:
- Cutremure: 1662, 1738, 1802, 1940, 1977, 1986, 1990, 2004
- Furtuni: 1457, 1490, 1599, 1667, 1673, 1682, 1913
- Incendii: 1461, 1519, 1689, 1718
- Inundații:
- Invazii: 1241 (tătari), 1421 (turci), 1438 (turci), 1658 (tătari)
- Ciumă și alte boli mortale: 1495, 1510 - 1511, 1530 - 1531, 1572, 1588, 1602 - 1603, 1646, 1660¹, 1756

¹ - pentru prima dată se iau măsuri eficiente de stăpânire a focarului